# John Moore (regista)
John Moore (Dundalk, 1º gennaio 1970) è un regista, sceneggiatore e produttore cinematografico irlandese.

## Biografia
Nato e cresciuto a Dundalk, un piccolo paese a 60 miglia da Dublino, fin da bambino inizia ad interessarsi di fotografia, già da adolescente inizia ad avere i primi approcci con il mondo del cinema, lavorando come operatore. Dopo aver studiato cinematografia dirige alcuni cortometraggi e lavora come operatore cinematografico per Neil Jordan nel film Un amore, forse due.
Inizia una prolifica attività di regista pubblicitario, in cui si avvale dell'uso degli effetti speciali, tra gli spot pubblicitari da lui diretti vi è quello per la Sega Dreamcast che ha vinto un MTV Video Music Awards nel 1999. La 20th Century Fox si accorge di lui e lo mette sotto contratto, il suo primo lungometraggio è Behind Enemy Lines - Dietro le linee nemiche, con Owen Wilson e Gene Hackman.
Nel 2004 dirige Il volo della fenice, rifacimento dell'omonimo film del 1965 di Robert Aldrich. Il film si dimostra un flop al botteghino totalizzando poco più di 21 milioni di dollari, un basso risultato considerato il budget iniziale. Nel 2006 scrive una sceneggiatura per X-Men - Conflitto finale, che non viene però accettata: ciò nonostante rimane in corsa per la regia della pellicola, che infine viene affidata a Brett Ratner.
Nel 2006, dopo che il progetto di X-Men - Conflitto finale sfuma, si cimenta con un altro remake, Omen - Il presagio, rifacimento del classico dell'horror del 1976, Il presagio di Richard Donner. Questo film, rispetto ai suoi precedenti lavori, può considerarsi un successo, con 120 milioni di incassi su un budget iniziale di 25 milioni. Nel 2008 dirige Max Payne, adattamento cinematografico dell'omonimo videogioco, con protagonisti Mark Wahlberg e Mila Kunis. Era stato preso in considerazione per la regia di Venerdì 13, capitolo della saga uscito nel 2009, poi affidata a Marcus Nispel.
Ha un figlio di nome Joseph avuto dalla moglie Fiona Connen, truccatrice conosciuta sul set di Omen - Il presagio .

## Filmografia

### Regista
- Behind Enemy Lines - Dietro le linee nemiche (Behind Enemy Lines) (2001)
- Il volo della fenice (Flight of the Phoenix) (2004)
- Omen - Il presagio (The Omen) (2006)
- Max Payne (Max Payne) (2008)
- Die Hard - Un buon giorno per morire (A Good Day to Die Hard) (2013)
- I.T. - Una mente pericolosa (I.T.) (2016)